# Hüseyin Turan

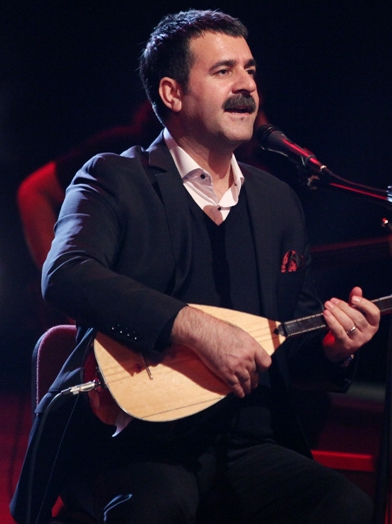
Hüseyin Turan

Hüseyin Turan (Erzincan, 1967) is een Turks muzikant. Hij is een van de voornaamste vertolkers van Turkse volksmuziek.

## Biografie
Turan begon bij de groep Laçin in 1996.
Hij huwde in 2005

## Discografie
- Hüseyin Turan (1997)
- Aklıma Düştü Gözlerin (2000)
- Turna Sesi (2002)
- Hoş Geldin (2004)
- Kilit (2005)
- Adı Karanfil (2007)
- Leyla Nefesi (2010)
- Dolu (2012)
- Süveyda (2014)